# Ronda Whyte
Ronda Whyte (* 6. November 1990 im Saint Elizabeth Parish) ist eine jamaikanische Hürdenläuferin, die sich auf die 400-Meter-Distanz spezialisiert.

## Sportliche Laufbahn
Erste internationale Erfahrungen sammelte Ronda Whyte bei der Sommer-Universiade 2015 im südkoreanischen Gwangju, bei der sie in 57,26 s den sechsten Platz belegte. 2017 qualifizierte sie sich für die Weltmeisterschaften in London, bei denen sie im Halbfinale disqualifiziert wurde. Im Jahr darauf nahm sie erstmals an den Commonwealth Games im australischen Gold Coast teil und belegte dort in 55,02 s den vierten Platz. Ende Juli siegte sie in 55,08 s bei den Zentralamerika- und Karibikspielen (CAC) in Barranquilla. Bei den IAAF World Relays 2019 in Yokohama verhalf sie der jamaikanischen Mixed-Staffel zum Finaleinzug und startete anschließend bei den Panamerikanischen Spielen in Lima und gelangte dort mit 57,42 s auf den achten Platz und klassierte sich mit der 4-mal-100-Meter-Staffel mit 43,74 s auf dem vierten Platz. Anschließend kam sie bei den Weltmeisterschaften in Doha mit 56,37 s nicht über die erste Runde hinaus. 2021 nahm sie an den Olympischen Sommerspielen in Tokio teil, wurde dort aber bereits im Vorlauf disqualifiziert.
2017 wurde Whyte Jamaikanische Meisterin im 400-Meter-Hürdenlauf.

## Persönliche Bestzeiten
- 400 Meter: 51,28 s, 17. April 2021 in Kingston
- 400 m Hürden: 54,29 s, 23. Juni 2017 in Kingston